# Дихотомическая переменная
Дихотомическая переменная — математическая переменная, которая может принимать только два значения. Дихотомические переменные используются: в квантовой физике для описания элементарных частиц со спином {\displaystyle {\frac {1}{2}}}; в ядерной физике для описания изотопического спина; в квантовой радиофизике для описания энергетического спина двухуровневой молекулы. 

## Операторы Паули
Стандартными линейными операторами, действующими на дихотомические переменные, являются операторы Паули: 
{\displaystyle \tau _{1}={\frac {1}{2}}{\begin{pmatrix}0&1\\1&0\end{pmatrix}},}
{\displaystyle \tau _{2}={\frac {1}{2}}{\begin{pmatrix}0&-i\\i&0\end{pmatrix}},}
{\displaystyle \tau _{3}={\frac {1}{2}}{\begin{pmatrix}1&0\\0&-1\end{pmatrix}}.}
Линейные комбинации операторов Паули вместе с единичным оператором:
{\displaystyle E={\begin{pmatrix}1&0\\0&1\end{pmatrix}},}
представляют все возможные эрмитовы линейные операторы для любой функции дихотомических переменных. 